# Zieleniów
Zieleniów (ukr. Зеленів) – wieś na Ukrainie w rejonie rohatyńskim obwodu iwanofrankiwskiego.